# Canadian Soccer League (1998-)
La Canadian Soccer League è una lega semiprofessionale per club di calcio canadesi situati principalmente nella provincia dell'Ontario e rivendica la storia della Canadian National Soccer League (CNSL). A partire dal 2023, è composto da sette squadre, tutte situate in Ontario. La stagione di solito va da maggio a ottobre, con la maggior parte delle partite giocate nel fine settimana seguite da un formato playoff per determinare il campione assoluto.
La lega è stata costituita nel 1998 come Canadian Professional Soccer League (CPSL) da un'alleanza forgiata dall'Ontario Soccer Association (OSA) con la Canadian National Soccer League.

## Formato della competizione

### Competizione di campionato
Attualmente ci sono sette club nella Canadian Soccer League. Tradizionalmente, nel corso di una stagione di campionato, le squadre solitamente giocavano un programma equilibrato di 18 o 22 partite da aprile/maggio a ottobre/novembre, con le prime otto squadre classificate che avanzavano ai playoff.  Alla fine di ogni stagione, il club con più punti viene incoronato campione della stagione regolare.
I playoff funzionano come un torneo a eliminazione diretta con gare a partita singola in cui il vincitore della finale viene incoronato campione della CSL.

### Gara di Coppa
La Canadian Soccer League aveva precedentemente organizzato una competizione di coppe a eliminazione diretta nota come Open Canada Cup (precedentemente nota come Government of Canada Open Cup per motivi di sponsorizzazione) ogni stagione di campionato.

## Squadre della CSL
| Squadra                 | Città    | Regione  | Stadio              | Esordio |
| ----------------------- | -------- | -------- | ------------------- | ------- |
| Ooty Black Pearl FC     | Brampton | Peel     | Mattamy Sports Park | 2023    |
| Hamilton City SC        | Hamilton | Hamilton | Mattamy Sports Park | 2016    |
| Scarborough SC          | Toronto  | Toronto  | Mattamy Sports Park | 2014    |
| Serbian White Eagles FC | Toronto  | Toronto  | Mattamy Sports Park | 1968    |
| Toronto Falcons         | Toronto  | Toronto  | Mattamy Sports Park | 2022    |
| FC Dynamo Toronto       | Toronto  | Toronto  | Mattamy Sports Park | 2023    |
| Weston United           | Toronto  | Toronto  | Mattamy Sports Park | 2023    |